# Хити, Руди
Руди Хити (словен. Rudi Hiti; род. 4 ноября 1946, Курья-Вас, Есенице) — югославский и словенский хоккейный нападающий и тренер.

## Карьера

### Игровая

#### В Югославии
Хити начинал свою карьеру в команде «Есенице». В возрасте 16 лет стал игроком клуба «Краньска-Гора», во время игры за который впервые был вызван в сборную. Выступал в чемпионате СФРЮ также за команду «Любляна».
В составе сборной СФРЮ Хити Руди Хити сыграл 177 игр, набрав 84 очка. Выступал на Олимпийских играх 1968 и 1972 годов, а также сыграл на 17 чемпионатах мира.

#### В США
В 1970 Хити переехал в США и собирался подписать контракт с командой НХЛ «Чикаго Блэкхоукс», но получил травму в первой товарищеской игре за чикагский клуб. По этой причине он не заключил соглашение с командой из Чикаго и ушёл в «Лос-Анджелес Шаркс» из ВХА которой тогда ещё не существовало .

#### В Италии
В 1974 году Хити вернулся в Европу: он подписал контракт с итальянской командой «Аллеге». После двух сезонов с клубом он перешёл в «Больцано», где играл его брат Горазд Хити, и выиграл три титула чемпиона Италии подряд. В 1977 году в составе команды «Дьяволи Россонери» он выиграл Летнюю лигу 1977 года. В 1980 году Руди занял 3-е место с клубом и вернулся ненадолго на родину в люблянскую «Олимпию». В сезоне 1983/1984 он выступал за «Комо» в серии B и как играющий тренер. Следующий сезон он пропустил, а затем провёл последний игровой сезон 1985/1986 в составе «Есенице». В сезоне 2000/2001 он провёл ещё два матча в чемпионате Словении за «Блед».

### Тренерская
Хити начал тренерскую карьеру в сезоне 1989/1990, выиграв свой первый титул с «Больцано». В сезоне 1990/1991 его команда заняла 2-е место, уступив «Милано Сайма». В 1991 году он вернулся в Словению, став с 1992 года главным тренером сборной. Им же был основан летний турнир Poletna liga Rudi Hiti в Словении.

## Достижения

### Командные
- Чемпион СФРЮ: 6 раз
  - «Есенице» (1964/1965, 1965/1966, 1966/1967, 1967/1968)
  - «Олимпия» Любляна (1971/1972, 1973/1974)
- Победитель Кубка СФРЮ: 3 раза
  - «Есенице» (1966/1967, 1967/1968)
  - «Олимпия» Любляна (1971/1972)
- Чемпион Италии: 3 раза
  - «Больцано» (1976/1977, 1977/1978, 1978/1979)

### Личные
- Член Зала славы словенского хоккея (2007)
- Член Зала славы ИИХФ (2009)
- Зал славы словенских спортсменов (2012)